# Lisa Mathison
Lisa Mathison (nascida em 31 de janeiro de 1985) é uma ciclista profissional australiana que compete na disciplina mountain bike, especialista em provas de cross-country. Foi uma das atletas que representou a Austrália nos Jogos Olímpicos de 2004, em Atenas.